# Донахью, Джеймс
Джеймс Джозеф «Джим» Донахью (англ. James Joseph "Jim" Donahue, 20 апреля 1885 — 15 марта 1966) — американский легкоатлет, призёр Олимпийских игр.
Джеймс Донахью родился в 1885 году в Нью-Йорке. В 1912 году на Олимпийских играх в Стокгольме он стал третьим в легкоатлетическом пятиборье, но после дисквалификации Джима Торпа был объявлен серебряным медалистом. Также он принял участие в соревнованиях по десятиборью, но медалей не завоевал.